# Eržika Bakai
Eržika Bakai je hrvatska rukometašica. Igrala je na mjestu vanjske igračice.
Za seniorsku reprezentaciju igrala je na Mediteranskim igrama 1993. godine.
Bila je u sastavu Podravke koji je 1991. postigao dotad najveći svoj uspjeh u Kupu Jugoslavije. Došli su do finala u kojem su izgubile od supermoćnog Radničkog, a u sastavu su igrale: trener Josip Samaržija, Marija Čeredar, Ljerka Krajnović, Božica Gregurić, Tanja Kraljić, Eržika Bakai, Rada Ciganović, Svjetlana Zirdum, Mato Matijević; dolje: Katica Korošec, tajnica Ana Matišić, Vlatka Papac, Snježana Žužul, Snježana Sinjerec, Snježana Pavlović. Na turniru su još igrale Vesna Trtanj i Tatjana Špoljar. 
Igrala je u njemačkoj drugoj ligi.